# Německé armády

Značka pro armádu používaná v německé mapové symbolice

Německé armády ve většině případů spadaly pod jednotlivé skupiny armád. Německá armáda se jako většina armád jiných států skládala zpravidla z několika sborů, pomocných a týlových jednotek. Bylo zvykem v německém vojsku značit armády arabskými číslicemi, v některých případech jmény velitelů nebo působištěm armády. Ve druhé světové válce se také poprvé objevily tankové armády, kde měly být shromážděny větší tankové a mechanizované jednotky než u obyčejných armád, ale ne vždy tomu tak bylo. Armádní nebo tankové skupiny byly zpravidla slabší než armády, jednalo se o takový mezistupeň mezi sbory a armádami. Armádní a tankové skupiny často měnily názvy, někdy se z nich staly "řadové" armády (například Armádní skupina Hollidt byla později přejmenována na 6. armádu, když její předchůdkyně byla u Stalingradu zničena). Armády značené arabskými čísly si většinou ponechaly původní názvy po celou dobu konfliktu.

## Armády v pozemních silách (Deutsches Heer) císařského Německa (1871–1919)
V mírovém období armádní velitelství neexistovala. Byla vytvořena až v průběhu mobilizace (k 2. srpnu 1914) na počátku první světové války z obvodních velitelství Armádní inspekce I.–VIII. (Armee-Inspektionen I.–VIII.). V průběhu války byl počet armád zvýšen, vzniklo též několik velitelství armádních skupin. Od července 1915 začaly být armády sdružovány ve skupiny armád. Všechny německé armády byly rozpuštěny na přelomu let 1918/1919.

### Seznam německých armád 1914–1919
- 1. armáda (2. srpna 1914 – 17. září 1915 a 19. července 1916 – 16. prosince 1918)
- 2. armáda (2. srpna 1914 – 13. listopadu 1918)
- 3. armáda (2. srpna 1914 – 3. ledna 1919)
- 4. armáda (2. srpna 1914 – 27. prosince 1918)
- 5. armáda (2. srpna 1914 – leden 1919)
- 6. armáda (2. srpna 1914 – 9. ledna 1919)
- 7. armáda (2. srpna 1914 – leden 1919)
- 8. armáda (2. srpna 1914 – 29. září 1915 a 30. prosince 1915 – 21. ledna 1919)
- 9. armáda (17. září 1914 – 30. července 1916 a 29. srpna 1916 – 1. října 1918)
- 10. armáda (26. ledna 1915 – 28. února 1919)
- 11. armáda (5. března – 15. září 1915 a 30. září 1915 – 19. prosince 1918)
- 12. armáda (7. srpna 1915 – 10. října 1916)
- 14. armáda (16. září 1917 – 22. ledna 1918)
- 17. armáda (1. února 1918 – 29. prosince 1918)
- 18. armáda (27. prosince 1917 – 9. ledna 1919)
- 19. armáda (4. února – 18. prosince 1918)
- Bugská armáda (6. července 1915 – 31. března 1918)
- Dunajská armáda (28. srpna 1916 – 5. ledna 1917)
- Nemanská armáda (26. května – 30. prosince 1915)
- Jižní armáda (11. ledna 1915 – 25. ledna 1918)

## ArmádyReichswehru
Jelikož německé pozemní síly byly mírovými smlouvami z roku 1919 omezeny na 10 divizí, sdružených do dvou skupinových velitelství, potřeba vyšších (tj. armádních) velitelství neexistovala.

## ArmádyWehrmachtu

### Seznam německých armád a armádních skupin za 2. světové války
- 1. armáda / 1. Armee
- 1. tanková armáda / 1. Panzer-Armee
- 2. armáda / 2. Armee
- 2. tanková armáda / 2. Panzer-Armee
- 3. armáda / 3. Armee
- 3. tanková armáda / 3. Panzer-Armee
- 4. armáda / 4. Armee
- 4. tanková armáda / 4. Panzer-Armee
- 5. armáda / 5. Armee
- 5. tanková armáda / 5. Panzer-Armee
- 6. armáda / 6. Armee
- 6. tanková armáda SS / 6. SS-Panzer-Armee
- 7. armáda / 7. Armee
- 8. armáda / 8. Armee
- 9. armáda / 9. Armee
- 10. armáda / 10. Armee
- 11. armáda / 11. Armee
- 12. armáda / 12. Armee
- 14. armáda / 14. Armee
- 15. armáda / 15. Armee
- 16. armáda / 16. Armee
- 17. armáda / 17. Armee
- 18. armáda / 18. Armee
- 19. armáda / 19. Armee
- 20. horská armáda / 20. Gebirgs-Armee
- 21. armáda Norsko / 21. Armee Norwegen
- 24. armáda / 24. Armee
- 25. armáda / 25. Armee
- Laponská armáda / Lappland Armee
- Německo-italská tanková armáda / Deutsch-italienische Panzerarmee
- Tanková armáda Afrika / Panzer-Armee Afrika
- Armádní skupina A / Armeegruppe A (někdy též Armee-Abteilung A)
- Armádní skupina Balck / Armeegruppe Balck
- Armádní skupina Blumentritt / Armeegruppe Blumentritt
- Armádní skupina Christiansen / Armeegruppe Christiansen
- Armádní skupina Dumitrescu / Armeegruppe Dumitrescu
- Armádní skupina Felber / Armeegruppe Felber
- Armádní skupina Fretter-Pico / Armeegruppe Fretter-Pico (někdy též Armee-Abteilung Fretter-Pico)
- Armádní skupina Frießner / Armeegruppe Frießner
- Armádní skupina G / Armeegruppe G
- Armádní skupina Grasser / Armeegruppe Grasser (někdy též Armee-Abteilung Grasser)
- Armádní skupina Guderian / Armeegruppe Guderian
- Armádní skupina Heinrici / Armeegruppe Heinrici
- Armádní skupina Hollidt / Armeegruppe Hollidt (někdy též Armee-Abteilung Hollidt)
- Armádní skupina Hoth / Armeegruppe Hoth
- Armádní skupina Jižní Řecko / Armeegruppe Südgriechenland
- Armádní skupina Kempf / Armeegruppe Kempf (někdy též Armee-Abteilung Kempf)
- Armádní skupina Kleffel / Armeegruppe Kleffel (někdy též Armee-Abteilung Kleffel)
- Armádní skupina Lanz / Armeegruppe Lanz (někdy též Armee-Abteilung Lanz)
- Armádní skupina Ligursko / Armeegruppe Ligurien
- Armádní skupina Loch / Armeegruppe Loch
- Armádní skupina Narvik / Armeegruppe Narvik (někdy též Armee-Abteilung Narvik)
- Armádní skupina Narwa / Armeegruppe Narwa (někdy též Armee-Abteilung Narwa)
- Armádní skupina Nikopol / Armeegruppe Nikopol (někdy též Armee-Abteilung Nikopol)
- Armádní skupina Normandie / Armeegruppe Normandie
- Armádní skupina Ruoff / Armeegruppe Ruoff
- Armádní skupina Samland / Armeegruppe Samland (někdy též Armee-Abteilung Samland
- Armádní skupina Spree / Armeegruppe Spree (někdy též Armee-Abteilung Spree)
- Armádní skupina Srbsko / Armeegruppe Serbien (někdy též Armee-Abteilung Serbien)
- Armádní skupina Straube / Armeegruppe Straube
- Armádní skupina Student / Armeegruppe Student
- Armádní skupina von Kleist / Armeegruppe von Kleist
- Armádní skupina von Lüttwitz / Armeegruppe von Lüttwitz (někdy též Armee-Abteilung von Lüttwitz)
- Armádní skupina von Manteuffel / Armeegruppe von Manteuffel
- Armádní skupina von Zangen / Armeegruppe von Zangen (někdy též Armee-Abteilung Zangen)
- Armádní skupina Weichs / Armeegruppe Weichs
- Armádní skupina Wenck / Armeegruppe Wenck
- Armádní skupina Wöhler / Armeegruppe Wöhler
- Armádní skupina XXI / Armeegruppe XXI
- Tanková skupina 1 / Panzergruppe 1
- Tanková skupina 2 / Panzergruppe 2
- Tanková skupina 3 / Panzergruppe 3
- Tanková skupina 4 / Panzergruppe 4
- Tanková skupina Afrika / Panzergruppe Afrika
- Tanková skupina Eberbach / Panzergruppe Eberbach
- Tanková skupina Guderian / Panzergruppe Guderian
- Tanková skupina Hoth / Panzergruppe Hoth
- Tanková skupina Kleist / Panzergruppe Kleist
- Tanková skupina Nehring / Panzergruppe Nehring
- Tanková skupina Západ / Panzergruppe West